# Lavonte David
Pour les articles homonymes, voir David.
(en) Statistiques sur pro-football-reference
Lavonte Lamar David, né le 23 janvier 1990 à Miami en Floride, est un sportif professionnel américain de football américain. Il joue au poste de linebacker pour les Buccaneers dans la National Football League (NFL) depuis la saison 2012.
Au niveau universitaire, il a joué pendant deux saisons pour le Fort Scott Community College (en) dans la National Junior College Athletic Association (NJCAA, 2008–2009) et pendant trois saisons pour les Cornhuskers de l'université du Nebraska à Lincoln dans la NCAA Division I FBS et sa Big Ten Conference (2016-2018). Avec les Cornhuskers, il est désigné meilleur défenseur débutant de la saison 2010 et meilleur linebacker 2011 de la Big Ten. Il est sélectionné dans la première équipe All-American ainsi que dans la première équipe de la Big Ten en 2010 et 2011.
Sélectionné en 58e choix global lors du deuxième tour de la draft 2012 de la NFL par la franchise des Buccaneers de Tampa Bay, il devient le linebacker des Cornhuskers sélectionné le plus haut dans une draft depuis Barrett Ruud en 2005.
Aux Buccaneers, il comble le départ de Geno Hayes (en). En 2014, après deux bonnes saisons, son entraîneur principal, Lovie Smith, le compare à Derrick Brooks, un ancien linebacker très respecté à Tampa Bay. 
Il remporte le Super Bowl LV au terme de la saison 2020,.
Fidèle à sa franchise, il signe une prolongation de contrat d'un an le 12 mars 2024 pour un montant de 10 millions de dollars.